# Acraea kuntzeni
Acraea kuntzeni är en fjärilsart som beskrevs av Le Doux 1923. Acraea kuntzeni ingår i släktet Acraea och familjen praktfjärilar. Inga underarter finns listade i Catalogue of Life.